# Lora Aborn
Lora Aborn Busck, née le 30 mai 1907 à New York  – morte le 25 août 2005 à Chicago, est une compositrice américaine.

## Biographie
Elle commence à apprendre le piano, la composition et théorie musicale à la Effa Ellis Perfield School of Music avec sa fondatrice, Effa Ellis Perfield. Elle part ensuite en Californie où elle apprend le chant. Elle joue dans un groupe de jazz et étudie la composition avec Dr. George W. Andrews à Oberlin Conservatory.
Elle part s'installe à Chicago et continue ses études au American Conservatory de Chicago avec John Palmer. Elle y reçoit la médaille dorée de composition à la cérémonie de remises des diplômes. Elle épouse un vendeur de livres anciens, Harry Busck avec qui elle aura deux filles. Il meurt en 1999. Elle compose de nombreuses oeuvres commandés : elle sera jouée aux États-Unis, en Chine et en Europe. Elle fait parmi de la liste des meilleures compositrices américaines.
Elle sera parallèlement directrice musicale, organiste et compositrice en résidence au Frank Lloyd Wright’s Unity Temple, un temple d'obédience universaliste unitarienne.

## Œuvres
Lora Aborn a composé cinq ballets, deux opéras, des œuvres pour chœur de chambre, des œuvres pour voix solo et des œuvres pour orchestre.
Ballet
- American Woman
- In My Landscape
- The Lonely Ones
- Reunion
- Strange New Street
- American Ditties (groupe de 4 danses)
- Boston John (Shaker)
- Casey At The Bat
- The Critic
- Hot Afternoons in Montana (Lament)
- The Lawyer
- Nostalgia
- Punch Drunk (Parade)
- Strawberry Roan

Opéra
- Gift of the Magi – 1 acte
- Mitty – 1 acte

Orchestre
- Ethan Frome
- Hiawatha's Childhood
- In My Landscape
- The Mystic Trumpeter
- Reunion
- Rhapsody for Two Pianos & Orchestra
- Song of Life
- Symphony in A Minor (Birdsong Symphony)
- Tone Poem for String Orchestra

Orgue (solo)
- Canons, Preludes and Fugues
- Chorale – Prelude
- Chorale and Variations
- Toccata (from Greatest of These)

Orgue et autres instruments
- Such Stuff As Dreams Are Made On
- Mystic Trumpeter
- Threnody
- Ethan Frome

Piano
- Andante Cantabile (de Mitty)
- Cappricio Fantastico (Scherzo)
- Ditties (arrangement pour piano de 4 danses)
- Etude I
- Etude II
- Four pieces for Children
- Fugue in Blue
- Fugue in Yellow
- In My Landscape
- Lament
- Parade (satire of French Street Band)
- Poetic music
- Sonata in E Minor
- Toccata for Piano
- Two-voice Etude
- Waltz (from American Woman)
- Waltz and Berceuse (from Reunion)
- Capriccio Fantastico
- Fugue in Yellow
- Jazz Toccata
- Waltz (a Duet from American Woman)

Chœur
- All Creatures of Our God & King (Alleluia)
- Alleluia Motet
- Bless Jehovah O My Soul
- Bow Down Thine Ear, O Lord
- Canticle of Praise
- Canticle of the Bells
- Chicago, Prairie Gem of Illinois
- Christmas Carol, The Holly & The Ivy
- Christmas Night
- Creation (Song of Life)
- Give Us New Dreams for Old
- Harp of the North (Male Chorus)
- Hiawatha's Childhood
- How Far Is It To Bethlehem
- If Ye Love Me
- In the Lonely Midnight
- Little Children, Wake & Listen
- Lo, The Day of Days is Here
- Now Wander, Sweet Mary (Wolf-Aborn arr.)
- The Glory of the Spring
- The Kings of the East
- To Music
- When The Herds Were Watching

Voix solo
- A Good Wife (Proverbes 31)
- Alone in the Night
- American Names
- Ancient Prayer (on The Wall of an Inn)
- Apache Indian Wedding Blessing
- Awake, Awake For Night Is Flying
- Casey At The Bat
- Do Not Go Gently Into That Goodnight
- Each In His Own Tongue
- Fall Leaves Fall
- For Everything There Is a Season
- God is Our Refuge and Strength
- Great Spirit Whose Voice I Hear in the Winds
- High O'er The Lonely Hills
- Hoar Frost
- How Do I Love Thee
- I Asked The Heaven of Stars
- Influence
- Her Love Is Like An Island
- Make Me An Instrument of Thy Peace
- Miracles (Whitman)
- My Country Is The World
- My Gift
- My Shepherd is The Lord My God
- New Dreams for Old (God Who Through Ages Past)
- Night Is Come
- Night Song At Amalfi
- Nirvana
- Now That Spring is in The World (Easter Prayer)
- O Brother Man
- Once More, The Liberal Year
- Once To Every Man and Nation
- Pierrot
- Private Enterprise
- Psalms from the Pilgrim Song Book
- Romance
- Salutation of the Dawn (Look To This Day)
- Shall I Compare Thee to a Summer's Day
- Solfege In G (a memorial)
- Song of Songs (Solomon)
- Songs For Chatka – 8 Nursery Songs
- Summer Days Are Come Again
- Thank You God For This Most Amazing Day
- The Greatest of These – 3 songs from Cor 13
- The Hallowed Season
- The Prince of Peace
- The Shell
- The Waters Mid Their Lilies Slept
- There Is A Lady Sweet And Kind
- T'is Winter Now
- Today The Peace of Autumn
- Unheard, The Dews Around Me Fall
- Weep You No More, Sad Fountains
- What Tomas And Buile Said – I Saw God[3]

## Hommages
L'insecte du nom scientifique Lorita scarificata est surnommé "Lora Aborn's moth" en son honneur.

## Source
- (en) Cet article est partiellement ou en totalité issu de l’article de Wikipédia en anglais intitulé « Lora Aborn » (voir la liste des auteurs).

1. ↑  https://fr.findagrave.com/memorial/93117927
2. ↑  « Biography of Lora Aborn », sur loraaborn.com
3. ↑  (en) « Works » (consulté le 22 septembre 2010)